# 新绛县
新绛县在中国山西省中部偏南、汾河下游，西倚吕梁山脉；隶属于运城市管辖。縣人民政府駐龍興鎮。1994年被授予国家历史文化名城称号。

## 历史
新绛古称绛州，是历史上著名的手工业和戏曲之城。
春秋时，这里称“绛”，是与晋阳（太原）、平阳（临汾）齐名的晋国重要都市。晋国在景公在位期间，从原来的绛迁都于新田，此后称原来的都城绛为故绛，而把新迁的都城新田称为新绛。这是新绛最初的由来。当时的新绛主要在现在侯马境内，只是部分地区与现在新绛东部接壤。
战国时属魏国，名汾城。至北魏始置东雍州，北周改名为绛州。隋唐时设正平县，属绛州总管府。明初正平县省入绛州。1912年废州置县，因当时已有绛县，故定名为新绛。
县城龙兴镇即古绛州城因形似一头牛而被称为卧牛城。其中纵贯南北的大街为牛脊梁骨，两边的几十条街巷为牛肋骨，城东西各有一大片水池为牛眼，北部的唐塔为牛尾。现城池为元代重建，但城内依然有大片历史街区和古建筑留有唐代风貌。而位于城西北的绛守居园池，更是中国现存唯一的隋代园林遗址。
古代新绛为汾河和驿道交汇之所，是北方重要的水陆码头，并以先进的铸造业和多种手工业闻名于世，有“七十二行，行行皆兴”之誉。春秋战国时，这里就能筑造各种青铜器。唐朝时，这里是朝廷的铸钱重地，产能约占全国的三成，并设有钱监。宋代时，当地铸造了三口大铁钟，每口重达万斤，现仍存绛州大堂钟楼内。唐至清代，绛州所产的纱布一直是宫廷贡品。此外，文房器具、漆器、刺绣、皮革、雕版印刷、制药等行业也非常发达，民间有“南绛北代（代县），忻州不赖”的说法。至今新绛县的经济仍以手工业为主。
绛州历史上戏曲演出极其繁盛。1950年时，绛州城内就有戏台16座，而全县更达500多座。从唐代流传下来的绛州鼓乐民俗色彩浓郁，天下闻名。相传唐初李世民击败刘武周后，当地居民擂大鼓、奏《秦王破阵乐》以表庆祝，从此世代相传，便成为绛州鼓乐。此外还有丰富多彩的民间社火表演和蒲剧演出等。

## 人口
根据(山西省)运城市第七次全国人口普查公报显示：新绛县常住人口为226871人。

## 行政区划
新绛县下辖9个镇：
龙兴镇、三泉镇、泽掌镇、北张镇、古交镇、万安镇、阳王镇、泉掌镇、横桥镇、新绛县社区和新绛县经济技术开发区。

## 文化
- 全国重点文物保护单位：绛州大堂，福胜寺，稷益庙，白台寺，乔沟头玉皇庙，龙香关帝庙，新绛龙兴寺，三官庙，冯古庄墓地，泉掌关帝庙，绛州文庙，北池稷王庙。
- 国家级非物质文化遗产：绛州鼓乐，新绛面塑（面花），绛州剔犀技艺（漆器髹饰技艺），澄泥砚制作技艺（砚台制作技艺），点舌丸制作技艺（中医传统制剂方法）。